# Abbaye des Vaux-de-Cernay
L'abbaye des Vaux-de-Cernay est un ancien monastère cistercien datant du XIIe siècle. Elle se situe dans le diocèse de Versailles, dans les communes de Cernay-la-Ville et d'Auffargis, dans le département des Yvelines et la région d'Île-de-France, à une quarantaine de kilomètres au sud-ouest de Paris. L'abbaye se situe dans la forêt de Rambouillet en vallée de Chevreuse, et dans le parc naturel régional Haute Vallée de Chevreuse.
Abbaye cistercienne jusqu'à la Révolution, elle voit ensuite plusieurs propriétaires privés se succéder. Elle accueille depuis 1988 une activité hôtelière. 
L'abbaye des Vaux-de-Cernay est classée au titre des monuments historiques en 1994. Ses fonds d'archives, et les études de la Société archéologique de Rambouillet, sont en libre accès.

## Historique

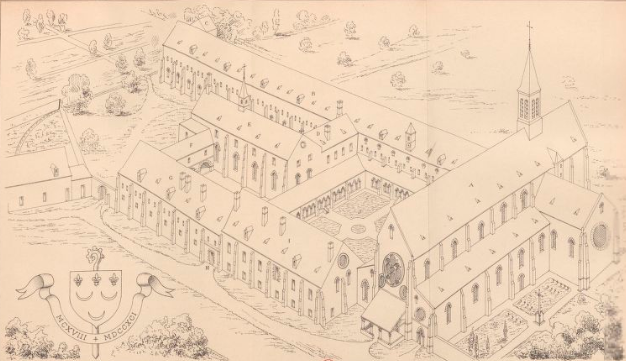
Reconstitution des bâtiments conventuels et de l'église aux.

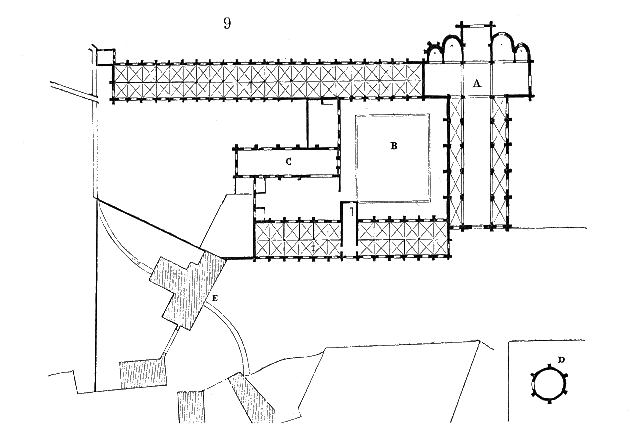
Plan de l'abbaye.

### Du Moyen Âge à la Révolution française
La véritable histoire de Cernay-la-Ville commence au début du XIIe siècle avec l'édification de l'abbaye de Notre-Dame des Vaux de Cernay de l'ordre de Savigny. La compilation et l'étude des cartulaires nous apprennent que l'abbé Artaud (ou Arnaud) fut chargé par saint Godefroy, moine supérieur de l'abbaye de Savigny, d'installer le 17 septembre 1118 une douzaine de religieux dans l'étroit vallon marécageux de Bric-Essart à la suite d'un don de Simon III de Neauphle-le-Château et de sa femme Ève. Ils y fondent l'abbaye des Vaux-de-Cernay. D'abord construite en bois, les premières constructions furent lentement consolidées en pierres à partir de 1145 (carrières de grès proches), après un éprouvant travail d'assainissement et d'irrigation autour du ruisseau des Vaux. La première attestation de l'appellation Vaux-de-Cernay se trouve dans un acte de Louis VII daté de 1142.
En 1147, un nouvel essor est issu du rattachement de l'ordre de Savigny à Cîteaux, qui vint donner aux Vau(l)x de Cernay le rang prestigieux d'abbaye cistercienne dans la filiation de Clairvaux.
Les Vaux-de-Cernay vont alors devenir un centre de culture très important aux XIIe et XIIIe siècle, en étant protégé par une communauté des nobles locaux attachés aux monarchies et féodalités avec, en arrière plan, le soutien de la papauté. Le sixième abbé Guy des Vaux-de-Cernay, proche de Simon de Montfort (qu’il suivra dans la 4e croisade de 1202), fut un prédicateur enflammé d'après le chroniqueur Pierre des Vaux de Cernay et deviendra évêque de Carcassonne (après le siège de Zara en Hongrie puis le combat contre les Albigeois).
En mars 1215, des religieuses cisterciennes fondèrent l'abbaye de Porrois, soumise aux Vaux-de-Cernay, qui devait devenir célèbre sous le nom de Port-Royal. C'est en 1235 que les moines placeront à leur tête Thibaut de Marly (saint Thibaut en 1270  † 1247), qui fera rayonner un courant intellectuel et relationnel remarquable jusqu'au XIVe siècle entre les diocèses de Paris (maison rue des Moines-de-Cernay, devenue rue du Foin) et de Chartres, près de la place des Vosges. C'est aussi à cette époque que Louis IX (saint Louis) rencontra le saint abbé pour l'entretenir de la stérilité de sa femme, la reine Marguerite de Provence. Elle eut par la suite 11 enfants. Sur la tombe de Thibaut de Marly vinrent s'agenouiller Philippe le Hardi, Philippe le Bel, Charles VI. L'abbaye reçut de nombreuses visites prestigieuses au cours des siècles suivants, que ce soient rois, reines, le dauphin de Louis XIV avec sa cour après la chasse, présidents et grands noms de la République française (dont Victor Hugo, qui en dessina la rosace).
Mais dès le XIVe siècle, l'abbaye périclitera progressivement et les bâtiments ne seront plus entretenus car le pays est ravagé par les guerres et fléaux de toute sorte (guerre de Cent Ans de 1337 à 1453). En décembre 1463, par ses lettres patentes, le roi Louis XI confirma sa protection royale, octroyée par ses prédécesseurs. Au début du XVIe siècle, les abbés qui se succèdent aux Vaux s'efforcent de réparer les ruines accumulées et en essayant tant bien que mal de rendre au monastère la vie qui l'animait avant la guerre de Cent Ans. En 1542, l'abbaye passe en commende, ce qui entraîne un affaiblissement de son mode de financement.
Le XVIe siècle vit l'arrivée du premier abbé commendataire ; à cette époque en pleine guerre de religion, le monastère ne comptait pas plus de vingt-deux moines. Se succédèrent alors à la tête de l'abbaye quelques personnages prestigieux tels Henri de Bourbon-Verneuil, bâtard d'Henri IV, ou encore Jean II Casimir Vasa, ancien roi de Pologne (soutenu par Louis XIV) en 1669, qui la visita en 1671 avant de décéder l'année suivante. Le monastère connaîtra une embellie à la fin du XVIIe et au XVIIIe siècle avec des aides notables (Jean de Furet et Catherine Sainte-Marie sa femme : dalle funéraire de 1641 inventoriée aux Archives départementales des Yvelines, sis en l'église de Cernay-la-Ville). En 1672, Armand-Louis Bonnin de Chalucet en devint abbé commendataire, assurant la restauration de la galerie sud et du cloître, avant des travaux considérables du XVIIIe siècle.

### Époques moderne et contemporaine

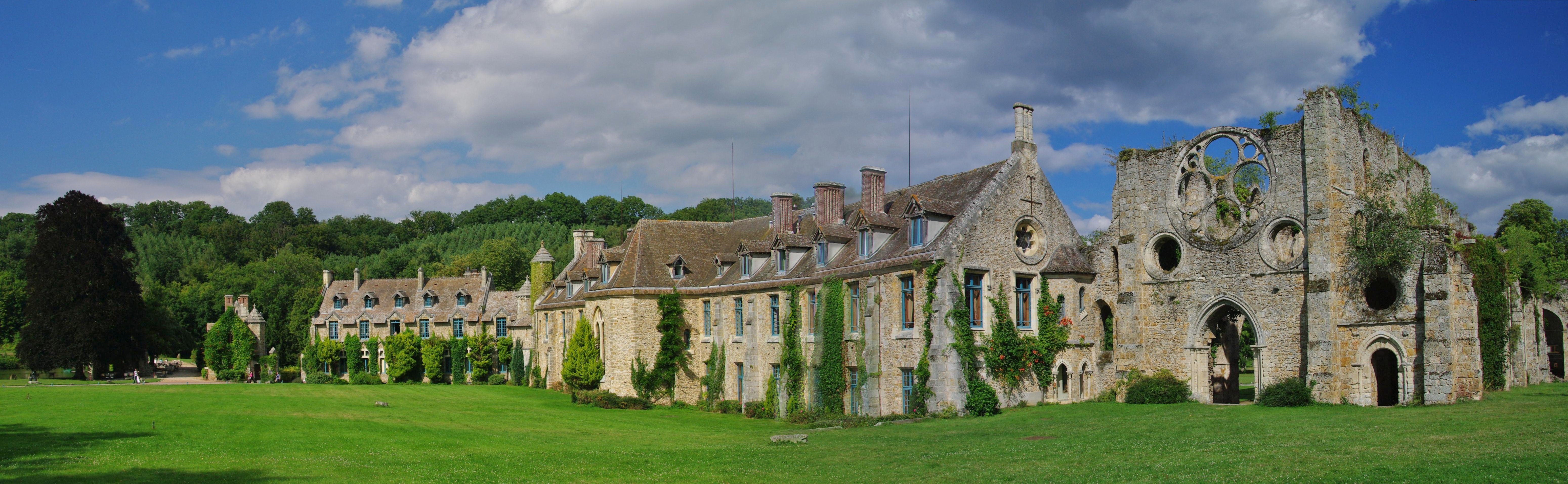
L'abbaye aujourd'hui.

Les temps révolutionnaires n'épargnent pas la communauté, qui est dissoute brutalement en 1791 avec vente précipitée des mobiliers et des biens sur réquisition des bâtiments par le tribunal de Dourdan. Les moulins et les fermes sont éparpillés entre des particuliers après que les reliques de saint Thibaut ont été brûlées ; on retrouve bien plus tard son crâne conservé aujourd'hui dans un mur de l'église du village. Ce n'est pas la seule abbaye qui subit ce sort, au cours de la Révolution beaucoup de belles choses ont été détruites. La vente, comme « biens nationaux », des biens du clergé a fait passer bien des trésors architecturaux entre les mains des révolutionnaires et autres profiteurs. La sinistre Bande noire, dénoncée par Balzac dans plusieurs de ses romans, était une association de spéculateurs qui achetaient à bas prix les châteaux, abbayes, et autres monuments confisqués, dans le but de les revendre avec profit ou bien de les démolir et d'en vendre les matériaux. Cette abbaye comme celle de Saint-Wandrille et celle de Cluny en sont des exemples.
Après que les ruines de l'abbaye sont passées entre les mains de différents propriétaires (dont certains utilisent les pierres comme matériau de carrière) l'ensemble est acheté en 1873 par la baronne Charlotte de Rothschild. À partir de 1878, la famille fortunée s'efforce de reconstituer l'esprit des lieux avec des travaux importants pour consolider ou réhabiliter les vestiges dans une évocation architecturale de style anglican. Après la mort de la baronne en 1899, le domaine entre dans le patrimoine de son petit-fils, Henri de Rothschild, auteur dramatique. Au commencement de la Seconde Guerre mondiale, les statues du château de Versailles trouvèrent refuge dans le parc de l'abbaye. L'héritier disparaît en 1947. L'industriel Félix Amiot, constructeur d'avions, devient ensuite le nouveau propriétaire du domaine. Il y transfère ses bureaux d'études et cet endroit restera strictement privé et fermé au public jusqu'à la fin du XXe siècle.
C'est en 1988 que l'ensemble de l'abbaye des Vaux-de-Cernay est racheté à la famille Amiot par le groupe « Les Hôtels Particuliers » dirigé par Philippe Savry. D'importants investissements de rénovation sont menés, dans le but d'ouvrir l'abbaye à la fois à un public touristique classique (visites payantes, restaurant) mais aussi à une clientèle hôtelière « de prestige » ou évènementielle (séminaires…). 
Le 4 janvier 1994, l'abbaye des Vaux-de-Cernay est classée au titre des monuments historiques Cette protection concerne les parties bâties, les sols sur lesquels elles sont construites, ainsi que la grille en fer forgé du XVIIIe siècle. Cet arrêté vient en remplacement d'une inscription aux monuments historiques datée du 28 octobre 1926, arrêté qui ne fut pas annulé et est donc toujours en vigueur. 
L'abbaye est revendue fin 2020 au groupe Paris Society,, qui entend en prolonger l'activité hôtelière après une rénovation complète des locaux concernés, et le remplacement du mobilier (dont une grande partie est vendue aux enchères en 2021). En octobre 2023, s'ouvre un hôtel cinq étoiles de 147 chambres,, un « hôtel de campagne » de luxe.

## Architecture

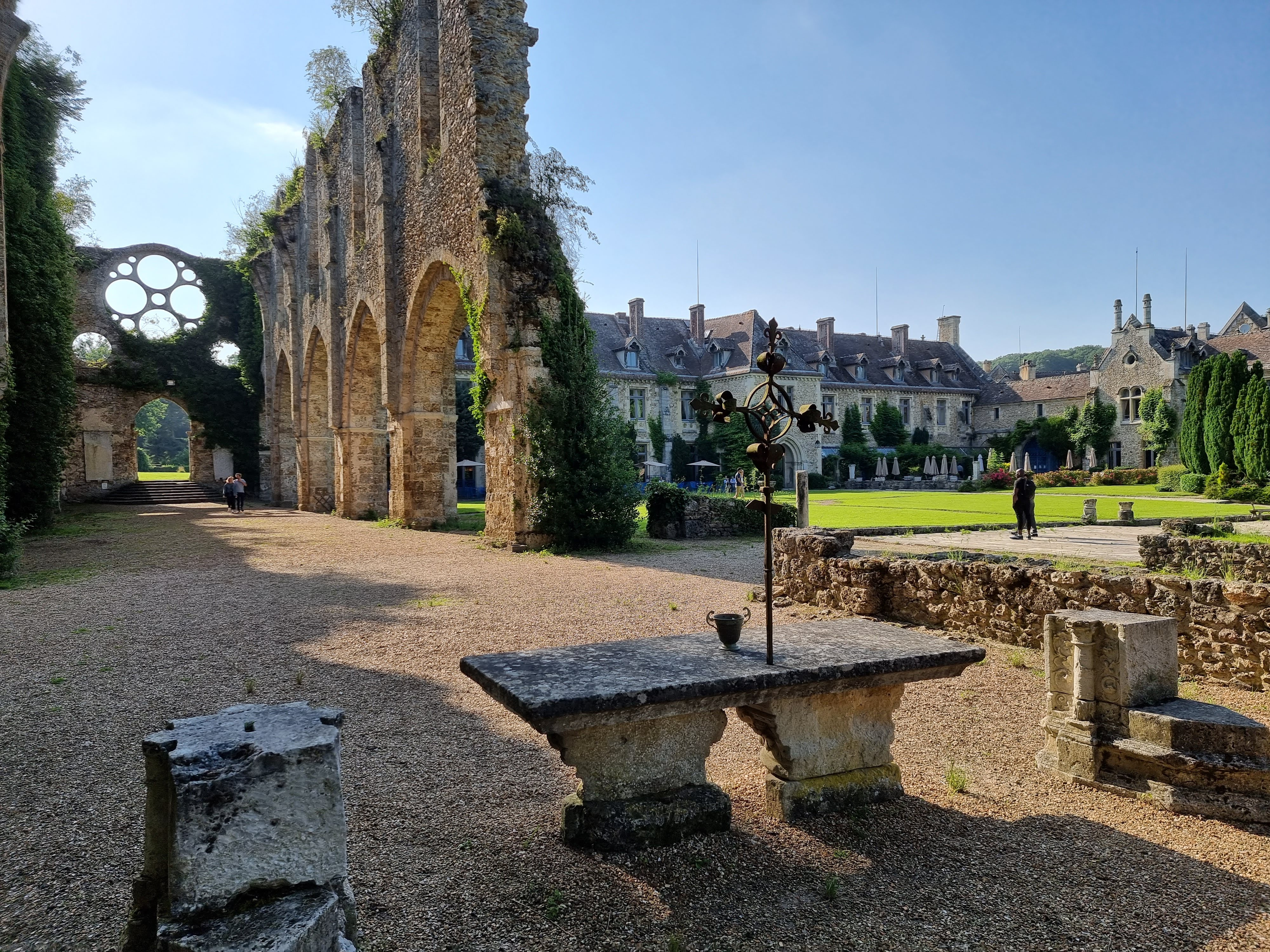
Ruines de l'abbatiale.

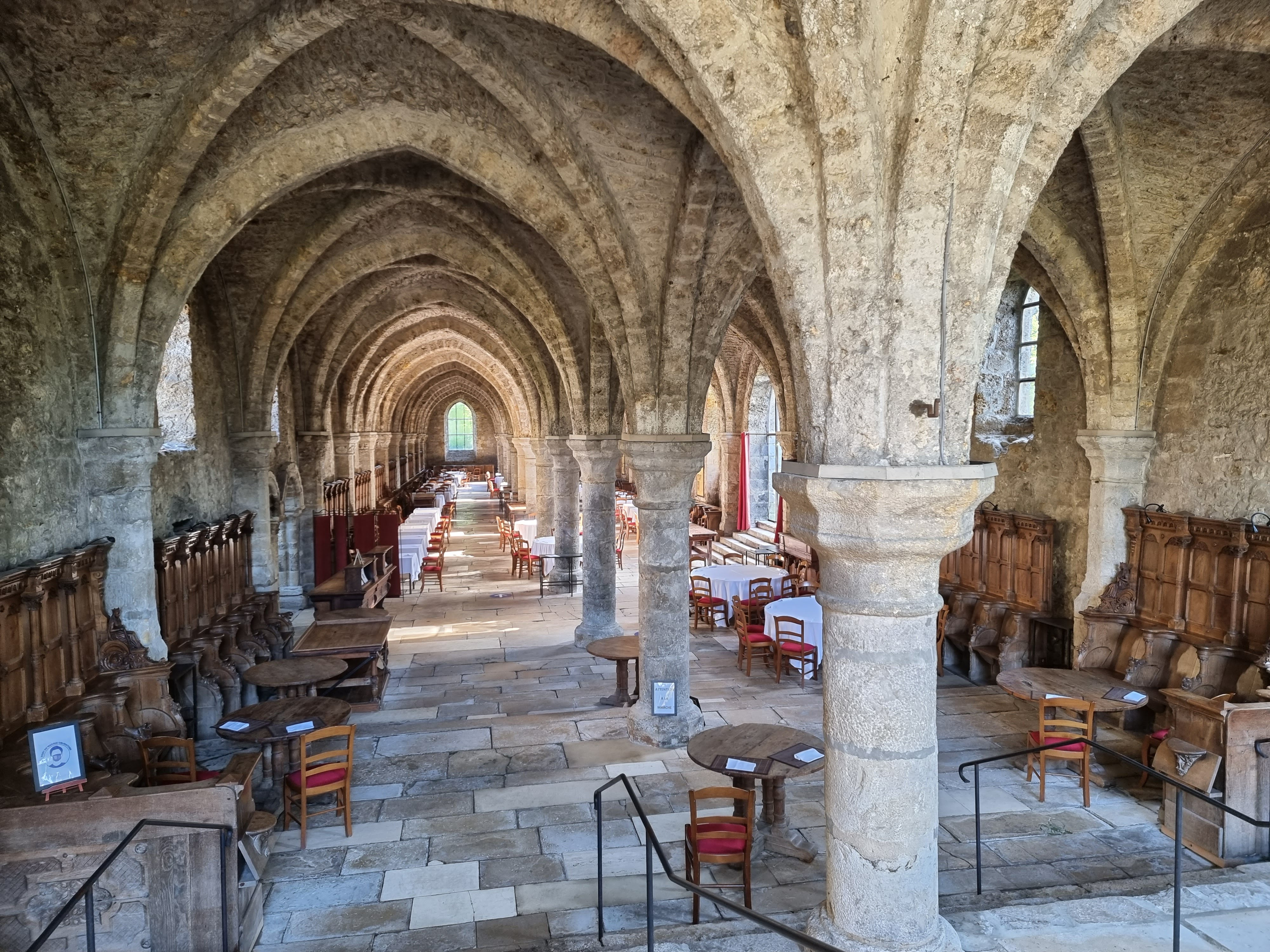
Salle des moines.

L'abbaye a été ouverte aux visiteurs entre 1988 et 2023. Les deux éléments les plus remarquables sont les ruines de l'abbatiale et la salle capitulaire des moines. Cette salle, qui fait 80 m de long, comporte deux travées de voûtes gothiques qui en fait l'une des plus grandes salles de ce type en France, avec celle du collège des Bernardins à Paris. Différentes salles composent cet ensemble, comme l'ancien cloître, la galerie de lecture, le moulin, la salle capitulaire.
Près de cette abbaye, se trouve la fontaine de Saint-Thibaut (XXe siècle). L'édifice qui s'élève au-dessus de la fontaine Saint-Thibaut est un vestige du cloître, de style renaissance, construit au XVIe siècle, puis remployé en édicule, lors de la restauration du domaine par la baronne de Rothschild.
Parmi les dépendances agricoles de l'abbaye figure la grange d'Ithe, fondée vers 1150, mise en ferme au XVe siècle.

## Sculptures
Les jardins de l'abbaye exposent les sculptures monumentales de Pollès.

## Cinéma et télévision
L’abbaye a servi de lieu de tournage pour plusieurs films et téléfilms, notamment :
- 1945 : L'Invité de la onzième heure de Maurice Cloche
- 1963 : Thierry la Fronde, série télévisée de Robert Guez et Pierre Goutas
- 1966 : Les Compagnons de Jéhu, feuilleton télévisé de Michel Drach
- 1969 : D'Artagnan, feuilleton télévisé de Claude Barma
- 2017 : Les Nouvelles Aventures de Cendrillon de Lionel Steketee
- 2024 : Emily in Paris

## Liste des abbés
La liste suivante présente les abbés successifs des Vaux-de-Cernay :

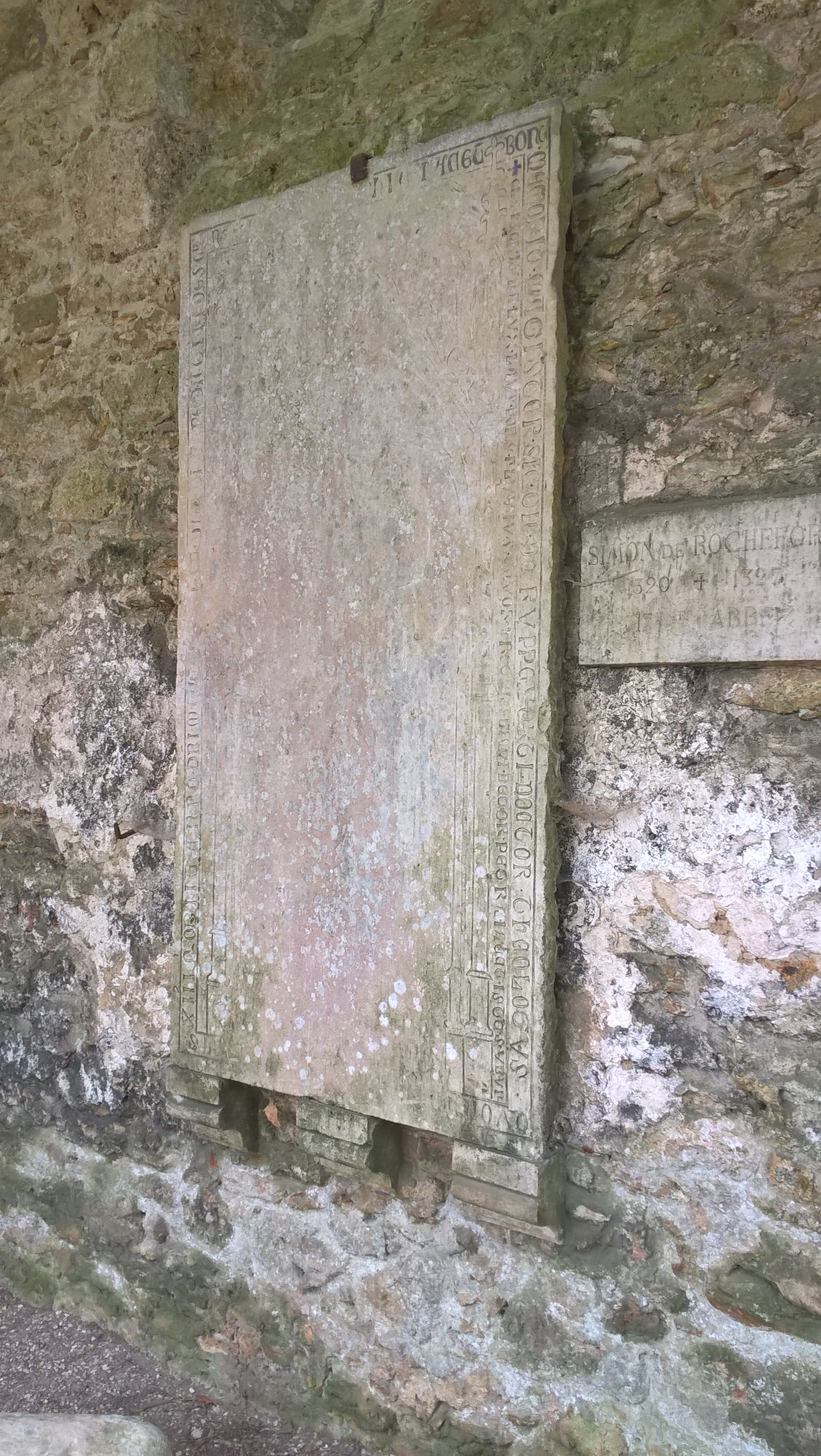
Dalle funéraire de Simon de Rochefort apposée dans la nef latérale sud de l'église.

- 1137-1145 : Arnaud, Arrald ou Artaud de Savigny,
- 1145-1156 : Hugues I,
- 1156-1157 : Jean I,
- 1157-1165 : André de Paris,
- 1165-1181 : Mainier,
- 1181-1210 : Guy,
- 1210-1229 : Thomas I,
- 1229-1235 : Richard,
- 1235-1247 : saint Thibaut de Marly,
- 1253-1268 : Garin,
- 1268-1283 : Thomas II,
- 1283-1286 : Roger,
- 1286-1289 : Raoul,
- 1290-1309 : Guillaume I,
- 1309-1316 : Jean II,
- 1316-1320 : Philippe I,
- 1320-1329 : Simon de Rochefort,
- 1329-1349 : Pierre I,
- 1349-1364 : Jean III,
- 1364-1391 : Guillaume II,
- 1391-1412 : Étienne,
- 1412-1413 : Pierre II de Montreuil,
- 1413-1423 : Hugues II du Mesnil,
- 1423-1431 : Jean IV de La Salle de Galardon,
- 1431-1454 : Dominique Fournier de Beaune-Semblançay,
- 1454-1457 : Thomas III Cordier,
- 1457-1480 : Jean V de Rully de Saint-Gengoul,
- 1480-1493 : Jean VI,
- 1493-1495 : Jean VII Le Chevrier,
- 1495-1503 : Michel Buffereau,
- 1503-1516 : Pierre III de Tessé,
- 1516-1522 : Jean VIII des Monceaux de Bazemont,
- 1522-1543 : Louis I de Bajoue,
- 1543-1559 : cardinal Antoine Sanguin de Meudon,
- 1559-1561 : Louis II Guillart,
- 1561-1573 : Charles I Guillart,
- 1573-1587 : Mathurin Vincent,
- 1587-1588 : cardinal François de Joyeuse,
- 1588-1603 : Philippe II des Portes,
- 1603-1669 : Henri de Bourbon-Verneuil,
- 1669-1673 : Jean IX Casimir Vasa de Pologne,
- 1673-1712 : Armand-Louis Bonnin de Chalucet,
- 1712-1766 : Charles II Maurice de Broglie,
- 1766-1791 : Louis II Charles du Plessis d’Argentré.